# 及川洋治
及川 洋治（おいかわ ようじ、1949年2月6日 - ）は、岩手県北上市出身の元プロ野球選手（投手）。

## 来歴・人物
黒沢尻工業高では、定時制に通っており、東京神宮球場で行われていた第十回全国高校定時制軟式野球大会で優勝した時のエースだった。卒業後は千葉県の川岸工業に就職。
サンケイアトムズのテストを受け、1968年にドラフト外で入団したが、1軍の試合には出場することなく1969年に1シーズン限りで現役を引退した。
現在は、岩手北上ボーイズの代表者を務める。

## 詳細情報

### 年度別投手成績
- 一軍公式戦出場無し

### 背番号
- 71 （1969年）